# Гребениченко, Владимир Федосеевич
Гребениченко Владимир Федосеевич (7 августа 1913, Кривой Рог, Херсонская губерния или Кошмак, Киевская губерния — 16 марта 1968, Киев) — советский художник-живописец.

## Биография
Родился 7 августа 1913 года в местечке Кривой Рог (по другим данным в селе Кошмак).
В Красной армии с 1932 года. Участник Великой Отечественной войны. Майор, начальник отдела контрразведки Смерш 177-й стрелковой дивизии.
В 1954 году поступил и в 1957 году окончил Киевский художественный институт. Учителя по специальности — Владимир Костецкий и Илья Штильман.
Умер 16 марта 1968 года в Киеве.

## Творческая деятельность
Художник-живописец, автор пейзажей, портретов, жанровых картин. Участник областных, республиканских, всесоюзных выставок с 1936 года, персональных — с 1963 года (Киев).

### Основные произведения
- 1954: В окрестностях Кисловодска;
- 1956: Утро;
- 1957: На склонах Днепра; Ранняя осень;
- 1958: После дождя; Вид на Говерлу; Киев зимой;
- 1959: На границе; Цветёт яблоня; Цветёт лаванда. Крым; В горах. Карпаты; Маки; Весна. Наводнение;
- 1960: Гора Петрос. Закарпатье; На перевале. Карпаты; Будапешт;
- 1961: Могила Т. Шевченко в Каневе зимой; Вечер над Днепром; Канев. Путь на Чернечую гору; По Шевченковским местам;
- 1962: Днепровский лиман; Лодка; Пограничник;
- 1963: На Днепре; На строительстве Русановского массива. Киев.

## Награды
- Медаль «За оборону Ленинграда» (22 декабря 1942);
- Орден Красной Звезды (21 мая 1944);
- Медаль «За боевые заслуги» (21 февраля 1945).